# 奈須野太
奈須野 太（なすの ふとし、1966年〈昭和41年〉7月26日 - ）は、日本の経産官僚。

## 来歴
茨城県土浦市出身。茨城県立土浦第一高等学校を経て、1990年（平成2年）3月、東京大学教養学部教養学科を卒業。同年4月、通商産業省へ入省。
入省後、産業技術環境局技術振興課長、経済産業政策局産業組織課長、原子力損害賠償支援機構執行役員、経済産業政策局参事官（産業人材政策担当）、産業技術環境局環境政策課長、同局総務課長、中小企業庁経営支援部長、同庁事業環境部長、経済産業研究所コンサルティングフェローなどを歴任。
入省7年目の1996年（平成8年）6月に産業政策局商政課課長補佐に就任。初めての課長補佐で、流通産業課も兼務した。流通と物流を担当し、コンビニエンスストアの医薬品販売や酒販免許、流通業から銀行業への参入等に向けた働きかけ、チェーンドラッグストア業界の組織化推進、「総合物流施策大綱」を策定などに携わった。
「総合物流施策大綱」では、流通・物流がインフラ整備、製造業、卸売り、小売りなど、様々な分野と関わりがあるにもかかわらず、全体の方向性が不明確で省庁間の連携不足を指摘する意見があったことを受けて、運輸省・建設省と協力して策定。物流EDI、サード・パーティー・ロジスティクスといった新たな施策、港湾運送や内航海運における需給調整制度の廃止などの規制緩和、トラックの積載率やコンテナ入港からヤードを出るまでの時間などの数値目標といった内容を盛り込み、それら目標達成への視点、課題への対応など、主な項目は三つずつに絞る工夫を施した。この工夫について奈須野は、話を三つに整理することによって分かりやすさだけでなく、知的生産性を高めるための重要なノウハウにもなると主張している。また、この大綱策定について奈須野は、業界誌に「通産省の新米の課長補佐にかき回された」と書かれるなど、揶揄する声があったものの、産業界の意見を聞き入れ、物流を政府全体の課題とした点については評価されたと述懐している。
2020年（令和2年）7月20日、中小企業庁次長に就任。
2021年（令和3年）7月1日、経済産業省産業技術環境局長に就任。
2022年（令和4年）7月1日、内閣府科学技術・イノベーション推進事務局統括官に就任。
2023年（令和5年）7月4日、内閣府知的財産戦略推進事務局長に就任。
2025年（令和7年）7月1日、経済産業省に出向。